# Saint-Marceau (Ardenes)
Saint-Marceau és un municipi francès situat al departament de les Ardenes i a la regió del Gran Est. L'any 2007 tenia 380 habitants.

## Demografia

### Població
El 2007 la població de fet de Saint-Marceau era de 380 persones. Hi havia 154 famílies de les quals 32 eren unipersonals (8 homes vivint sols i 24 dones vivint soles), 57 parelles sense fills, 61 parelles amb fills i 4 famílies monoparentals amb fills.
La població ha evolucionat segons el següent gràfic:
Habitants censats

### Habitatges
El 2007 hi havia 163 habitatges, 154 eren l'habitatge principal de la família, 4 eren segones residències i 5 estaven desocupats. Tots els 163 habitatges eren cases. Dels 154 habitatges principals, 141 estaven ocupats pels seus propietaris, 11 estaven llogats i ocupats pels llogaters i 2 estaven cedits a títol gratuït; 1 tenia dues cambres, 5 en tenien tres, 30 en tenien quatre i 118 en tenien cinc o més. 126 habitatges disposaven pel capbaix d'una plaça de pàrquing. A 50 habitatges hi havia un automòbil i a 97 n'hi havia dos o més.

### Piràmide de població
La piràmide de població per edats i sexe el 2009 era:
| Homes | Edats   | Dones |
| ----- | ------- | ----- |
| 0     | 95 o +  | 0     |
| 0     | 90 a 94 | 0     |
| 4     | 85 a 89 | 0     |
| 0     | 80 a 84 | 0     |
| 0     | 75 a 79 | 0     |
| 8     | 70 a 74 | 4     |
| 8     | 65 a 69 | 16    |
| 4     | 60 a 64 | 8     |
| 16    | 55 a 59 | 16    |
| 8     | 50 a 54 | 16    |
| 24    | 45 a 49 | 32    |
| 32    | 40 a 44 | 8     |
| 4     | 35 a 39 | 20    |
| 16    | 30 a 34 | 12    |
| 4     | 25 a 29 | 4     |
| 20    | 20 a 24 | 8     |
| 12    | 15 a 19 | 16    |
| 20    | 10 a 14 | 16    |
| 8     | 5 a 9   | 20    |
| 12    | 0 a 4   | 16    |

## Economia
El 2007 la població en edat de treballar era de 272 persones, 192 eren actives i 80 eren inactives. De les 192 persones actives 181 estaven ocupades (101 homes i 80 dones) i 11 estaven aturades (5 homes i 6 dones). De les 80 persones inactives 36 estaven jubilades, 25 estaven estudiant i 19 estaven classificades com a «altres inactius».

### Ingressos
El 2009 a Saint-Marceau hi havia 153 unitats fiscals que integraven 384 persones, la mediana anual d'ingressos fiscals per persona era de 22.386 €.

### Activitats econòmiques
Dels 8 establiments que hi havia el 2007, 1 era d'una empresa de fabricació d'altres productes industrials, 3 d'empreses de construcció, 1 d'una empresa de comerç i reparació d'automòbils i 3 d'empreses classificades com a «altres activitats de serveis».
Dels 4 establiments de servei als particulars que hi havia el 2009, 1 era una lampisteria, 2 electricistes i 1 saló de bellesa.
L'any 2000 a Saint-Marceau hi havia 5 explotacions agrícoles.

## Equipaments sanitaris i escolars
El 2009 hi havia una escola maternal integrada dins d'un grup escolar amb les comunes properes formant una escola dispersa.

## Poblacions més properes
El següent diagrama mostra les poblacions més properes.